# Ariel Galido
Ariel Galido MSC (ur. 3 czerwca 1975 w Bacuag) – filipiński duchowny rzymskokatolicki, misjonarz Najświętszego Serca Jezusowego, prefekt apostolski Wysp Marshalla w latach 2017–2025.

## Biografia
Ariel Galido urodził się 3 czerwca 1975 w Bacuag na Filipinach. 9 czerwca 2004 otrzymał święcenia prezbiteriatu i został kapłanem Misjonarzy Najświętszego Serca Jezusowego. Od 2005 pracuje na misjach na Wyspach Marshalla.
28 czerwca 2017 papież Franciszek mianował go prefektem apostolskim Wysp Marshalla.
14 stycznia 2025 ten sam papież przyjął jego rezygnację z urzędu prefekta apostolskiego Wysp Marshalla. 